# Coll de Balaguer
El coll de Balaguer és una collada del terme municipal de Vandellòs i l'Hospitalet de l'Infant, al Baix Camp. Es troba administrativament del tot dins d'aquesta comarca, tot i que geogràficament separa les comarques naturals del Camp de Tarragona de la de les Terres de l'Ebre i ha estat un dels llocs de pas obligat a Catalunya.

## Particularitats
Es troba entre les muntanyes de los Dedalts i les Rojales, muntanyes de poca altura que s'alcen a la mateixa línia de costa.
Malgrat la seva poca alçària (140 metres), sempre ha estat considerat com un pas dificultós. Actualment, el trànsit circula per l'AP-7 i la N-340, i travessen un Coll de Balaguer que no és el primigeni. Aquest es troba més a ponent, a l'oest del Castell del Coll de Balaguer, però actualment ja no és un lloc tant de pas.
El Castell del Coll de Balaguer, datat el 1201, formava un conjunt defensiu conjuntament amb el Castell de Sant Jordi d'Alfama i una altra fortificació al coll, i va ser l'escenari de la batalla del coll de Balaguer el 1640, durant la Guerra dels Segadors. Pres pels anglesos en 1813 en plena retirada francesa, fou destruït, amb l'altre fort del coll, pels anglesos de John Murray  el 1814 durant la Guerra del Francès.
Al coll es troben el búnquer del Coll de Balaguer i el complex de nius de metralladora i trinxeres de la cala Gestell, restes de la Guerra civil espanyola.